# Harald Norinder
Ernst Harald Norinder, född 3 mars 1888 i Norrköpings Hedvigs församling, Norrköping, död 6 juli 1969 i Uppsala domkyrkoförsamling, Uppsala, var en svensk fysiker. Han var bror till Yngve och Egon Norinder.

## Biografi
Efter studentexamen 1907 blev Norinder filosofie kandidat 1915 samt filosofie licentiat och filosofie doktor 1921, allt vid Uppsala universitet. Han var observator 1909-10 för utförande av geofysiska arbeten vid Vassijaure naturvetenskapliga station. Han tjänstgjorde 1912-20 vid meteorologiska institutionen i Uppsala, först som amanuens och från 1919 som assistent. Från 1922 var han verksam vid Vattenfallsstyrelsens kraftverksbyrå, där han 1927 blev byråingenjör och föreståndare för anläggningen för högspänningsundersökningar vid Husbyborg i Uppsala. År 1928 blev han docent i experimentell elektricitetslära vid nämnda universitet och var 1932-56 professor vid i elektricitetslära med särskild hänsyn till atmosfäriska urladdningar.
Norinders forskning var främst inriktad på åska och högspänningsteknik. Han konstruerade en katodstråleoscillograf, speciellt avsedd för studier av blixturladdningar, och använde denna under lång tid för forskning om blixturladdningar och dess följdverkningar, särskilt de överspänningar, som vid åskväder uppstår i elektriska ledningsnät. Han tilldelades Ingenjörsvetenskapsakademiens guldmedalj 1926, invaldes som ledamot av nämnda akademi 1944 samt av Vetenskapsakademien i klassen för geofysik 1947.